# Лопатева розетка (архітектура)

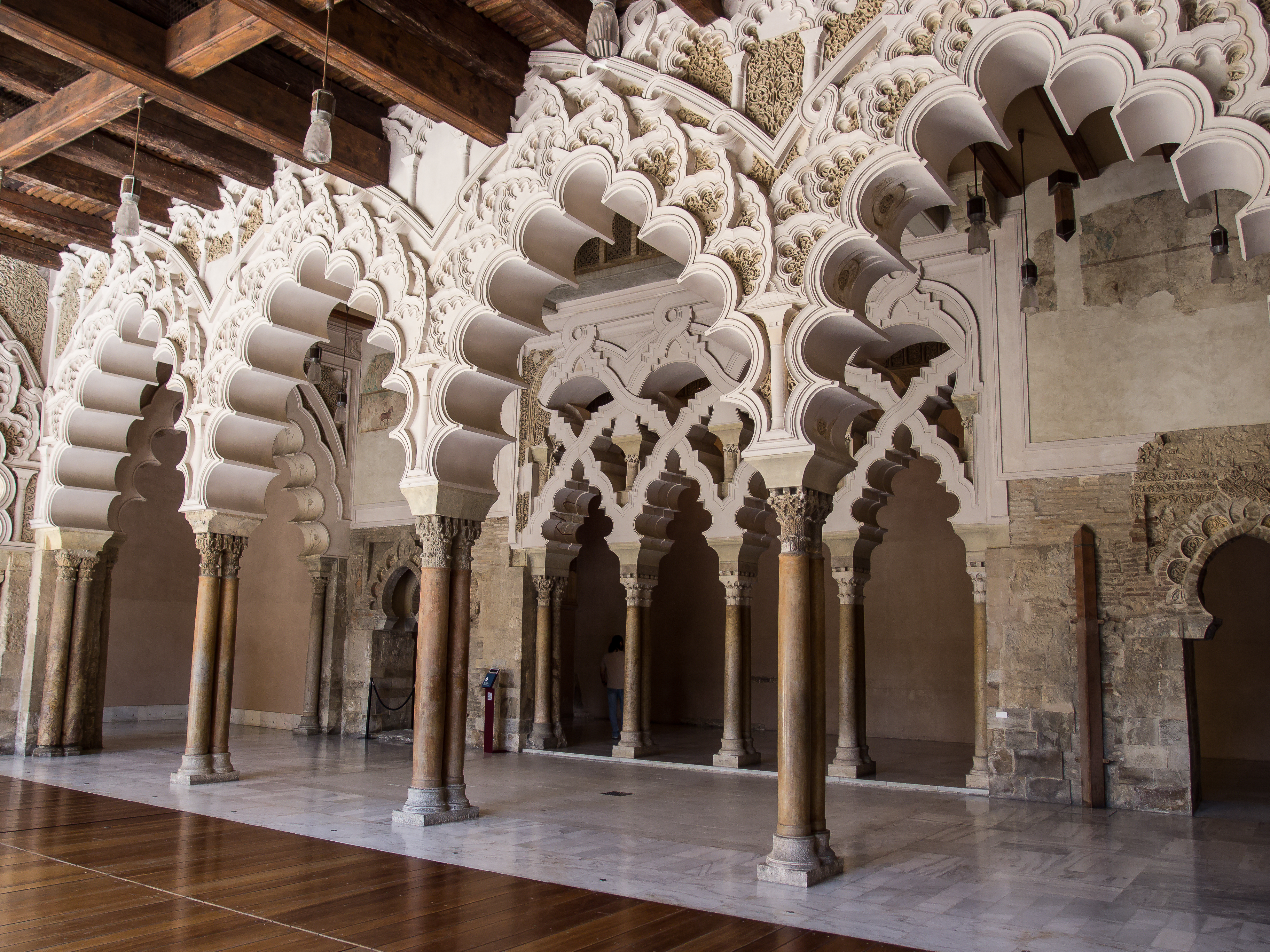
Багатолопатеві арки в Альяферії, Сарагоса, Іспанія

Лопатева розетка — архітектурний елемент, заснований на симетричній візуалізації форм листя, що йдуть перекриваючими колами однакового діаметру, утворюючи ряд гостряків. Зазвичай кількість гостряків може бути три (трилисний), чотири (чотирилистий), п'ять (п'ятилистий) або більша кількість (багатолистий).

Лопатеві розетки можуть бути використані як частина масверкових вікон, самих вікон, нижньої сторони арок, в геральдиці, в межах обшивки, а також як частина будь-якого декоративного або орнаментного елементу. Такі розетки зазвичай зустрічаються в готичній та ісламській архітектурі.

Типи розеток
Трилисник
Чотирилистий
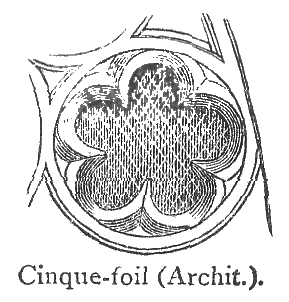
П'ятилистий